# یون نامسنگ
این یک نام کره‌ای است؛ نام خانوادگی یون است.
یون نامسنگ (۶۳۴–۶۷۹ میلادی) بزرگترین پسر ژنرال یون گه‌سومون و دومین ته ماگنیجی گوگوریو، یکی از سه پادشاهی کره بوده‌است.

## ته مانگنیجی
احتمال می‌رود یون نامسنگ مدتی قبل از مرگ یون گه‌سومون، ته ماگنیجی شده باشد که گفته می‌شود از این مقام کناره‌گیری کرده و مقام افتخاری ته ماگنیجی را به دست آورده است. پس از مرگ پدرش، یون نامسنگ برای جنگ با تانگ که در جنوب و شمال و مرز گوگوریو لشکریان بزرگی گردآورده بود آماده شد و برای بازرسی از قلعه های مرزی در یودونگ و دیگر قلعه ها در سراسر امپراتوری عازم شد. او برادرانش یون نامگئون و یون نامسان را قبل از رفتنش بر حکمرانی پیونگ یانگ گذاشت. نامگون و نامسان از غیبت برادرشان استفاده کردند و کنترل پیونگ یانگ و دادگاه سلطنتی را به دست گرفتند. آنها به دروغ نامسنگ را به خائن بودن متهم کردند و پادشاه بوجانگ را مجبور کردند دستور دستگیری و احتمالا حکم اعدام نامسنگ را صادر کند. نامسنگ که جایی برای رفتن نداشت، به تانگ گریخت و مقام بالایی در ارتش تانگ دریافت کرد.

## سقوط گوگوریو و مرگ
از آنجا به رهبری یک لشکرکشی تحت حمایت تانگ به گوگوریو با امید به دست آوردن مجدد قدرت کمک کرد. این کمپین در نهایت گوگوریو را در سال ۶۶۸ نابود کرد. او در قلمروهای تحت حمایت تانگ برای آرام کردن شرق، یا آندونگ دوهوفو (安東都護府)، دولت چینی که در پی سقوط گوگوریو در سال ۶۶۸ در پیونگ یانگ تأسیس شد و قصد داشت به قلمرو گوگوریو سابق در پیونگ یانگ تأسیس شود، درگذشت. نامسانگ در کوه مانگ در لوئویانگ، پایتخت شرقی تانگ به خاک سپرده شد. سنگ قبر نامسانگ به همراه عکس برادرش نامگئون کشف شده است. یئون (淵)، زیرا یئون (چینی، یوان) نام داده شده امپراتور گائوزو تانگ (لی یوان 李淵)، بنیانگذار و اولین امپراتور تانگ بود، و طبق سنت چینی اطلاق آن به دیگری ممنوع بود.